# 시민농장

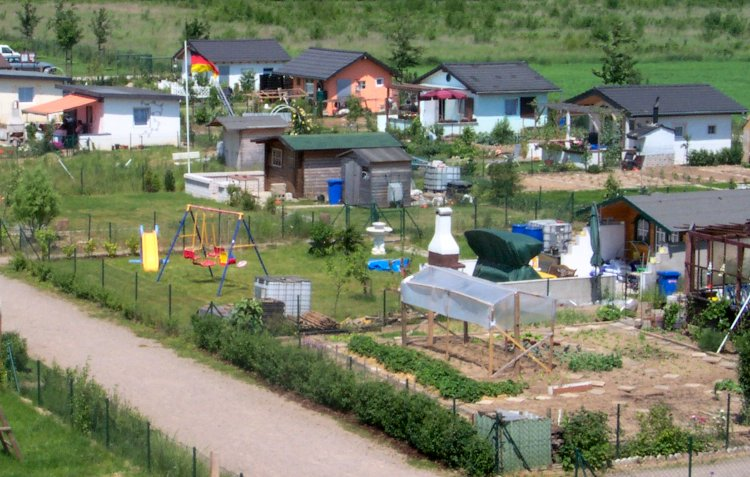
독일의 시민농장

시민농장(영국 영어: allotment, 북아메리카 용어: community garden/커뮤니티 가든)은 식용 식물 재배를 위해 개인, 비상업적 원예에 사용할 수 있도록 제공되는 토지로, 사용자 거주지에서 떨어진 곳에 주방 정원을 형성한다. 이러한 구획은 토지를 개인이나 가족에게 할당되는 몇 개 또는 최대 수백 개의 구획으로 세분화하여 형성된다. 이러한 구획은 전체 지역을 집단이 공동으로 관리하는 다른 커뮤니티 가든 유형과 달리 개별적으로 경작된다. 시민농장의 영단어 "allotment"를 사용하지 않는 국가에서 "community garden"은 개별적인 작은 정원 구획뿐만 아니라 여러 사람들이 집단적으로 정원을 가꾸는 하나의 큰 토지를 의미할 수도 있다. "전시정원"(victory garden)이라는 용어는 여전히 때때로 사용되며, 특히 커뮤니티 정원이 제1차 세계 대전 또는 제2차 세계 대전으로 거슬러 올라가는 경우 더욱 그렇다.
구획의 개별 크기는 일반적으로 가족의 필요에 적합하며, 구획에는 도구 및 쉼터를 위한 창고가 포함되는 경우가 많으며 때로는 계절 또는 주말 숙박을 위한 오두막이 포함된다. 개별 정원사는 일반적으로 공공, 민간 또는 교회 단체일 수 있으며 일반적으로 정원 가꾸기(예: 야채, 과일, 꽃 재배)에만 사용하도록 규정한 소유자로부터 토지를 임대하거나 부여받는 시민농장 협회로 조직된다. 그러나 영구 주거 목적으로는 사용할 수 없다(이는 일반적으로 구역법에 따라 요구된다). 정원사는 협회에 소액의 회비를 납부하고 해당 헌장 및 부칙을 준수해야 한다. 그러나 회원은 그들에게 특정한 민주적 권리를 부여한다.

## 같이 보기
- 다차
- 여가
- 단순한 삶
- 도시 농업
- 생계농업
- 퍼머컬처
- 소농